# Баџирао I
Баџирао I (енгл. Bajirao I, владао 1720-1740), пешва Царства Марата.

## Владавина
Баџирао је био највећи војсковођа Индије тог времена. На челу Маратске конфедерације, успешно је ратовао против суседних муслиманских владара (набоба), провинцијских гувернера који су се почетком 18. века осамосталили од Могулског царства. Године 1728. потукао је низама од Хајдерабада и успоставио доминацију Марата на Декану. У походима 1727-1737. освојио је државе Гајквар (1727), Синдија (1733) и Холкар (1735) и наметнуо своју власт највећем делу северозападне Индије.